# María de Ugarte y Saravia
María de Ugarte y Saravia (Madrid, març de 1537 - 22 de maig de 1609), de nom religiós María de San Pablo, va ser una religiosa concepcionista castellana.
Nascuda Madrid el març de 1537 en una família noble, era filla de Bernardino de Ugarte, aposentador major de l'emperador Carles V, i d'Isabel de Saravia, natural d'Espinosa de los Monteros.
Serví com a cambrera de la reina Isabel de Valois. Després prengué l'hàbit de religiosa i professà, entre 1567 i 1568, al convent de la Concepción Francisca de Madrid, al qual tenia molta vinculació la seva família, la dot d'entrada del qual va pagar la mateixa reina, que la tenia en alta estima i, així mateix, assistí a la cerimònia de professió. Va destacar per la seva virtut i la capacitat de govern, raó per la qual el Consell dels Ordes va encarregar-li la reforma d'un monestir a Corral de Almaguer. Més tard també acabà la fundació del convent de Santa Úrsula d'Alcalá de Henares.
Aquestes actuacions la convenceren del desig de reforma dels monestirs del seu orde. Per això, quan va saber que el cavaller Jacobo de Gracia volia donar les seves casa i església, abandonades pels clergues menors, a una comunitat religiosa, sol·licità que se li concedís la fundació del monestir de religioses concepcionistes recol·lectes, anomenat de San José de Jesús María o també «Caballero de Gracia», que fundà finalment amb la germana Ana de San Antonio, neboda seva. El 5 de gener de 1603 es posà la primera pedra de l'edifici i el jardí i va ordenar unes constitucions per al seu govern, que van ser impreses el 1658. El convent va subsistir fins al segle xix.
Va morir als 72 anys al convent del Caballero de Gracia, el 22 de maig de 1609. Alonso Núñez de Castro n'escrigué una vida descrivint-ne les virtuts.